# Institut de formation en soins infirmiers
En France, un institut de formation en soins infirmiers (IFSI) assure la formation en trente-six mois des futurs professionnels au métier d'infirmier : il est habilité à délivrer le diplôme d'État d'infirmier qui, depuis 2009, est considéré comme l’équivalent de la licence universitaire. L'accès aux études est règlementé. L'entrée en institut de formation en soins infirmiers s'effectue au niveau baccalauréat, par sélection sur dossier (sur la plateforme Parcoursup depuis 2018).

## L'IFSI

### Admission à l'institut
L'accès aux études est règlementé. L'entrée en institut de formation en soins infirmiers s'effectue par sélection de dossier via la plateforme Parcoursup. Le candidat doit avoir le baccalauréat ainsi qu'un niveau scolaire qui le rendra apte à suivre la formation exigeante d'une durée de trente-six mois.

### Diplômes délivrés
Les cours portent sur l'enseignement de connaissances médicales (maladies infectieuses, urologie, cardiologie, anatomie ou encore psychiatrie) et propre à la science infirmière (soins infirmiers spécifiques à chaque spécialité médicale, psychologie, législation, anthropologie, éducation thérapeutique du patient). L'enseignement est divisé en Unités d'Enseignement qui ouvrent droit à attribution d'ECTS semestriels. Les études sont sanctionnées par des partiels tous les semestres. Cependant, il est vrai pour tous les instituts qu'une note inférieure à 10 à l'une des UE doit être rattrapée à une prochaine session d'examens semestriels. En cas de difficultés, l'étudiant peut aussi avoir recours au report de formation qui lui permet de reprendre sa formation là où il l'avait laissée, un an après. À la fin des études, une fois toutes les UE et les acquis en stages validés, le diplôme d'État d'infirmier est acquis.
Le passage en deuxième année permet également l'obtention du diplôme d'État d'aide-soignant. Il est cependant demandé de valider certaines matières.  
Après l'obtention du diplôme d'État, le nouveau diplômé peut se spécialiser (moyennant un éventuel temps d'expérience requis), via une formation supplémentaire : Ibode (infirmier de bloc opératoire), puériculteur, Iade (infirmier anesthésiste), cadre de santé (par l'école des cadres, accessible sur concours). En embauche dans la fonction publique hospitalière, le fait d'être titulaire d'un des quatre diplômes d'État de spécialité, modifie le grade et la grille de rémunération. Après spécialisation, l'infirmier peut prétendre à un poste ne requérant pas la spécialité, sa grille de traitement ne change cependant pas.
Des possibilités de diplômes universitaires vont peu à peu remplacer l'ancien système de spécialisation dans le cadre de l'intégration de la formation infirmière dans le cursus LMD (licence - master - doctorat). En France actuellement, il existe un master à Paris, l’objectif du master 1 est de donner aux étudiants les fondamentaux en soins cliniques infirmiers leur permettant d’accéder au master 2 spécialisé. Le master 2 est à Marseille :
- spécialité 1 : infirmière de pratiques avancées en cancérologie en sciences infirmières ;
- spécialité 2 : infirmière de pratiques avancées en gérontologie ;
- spécialité 3 : infirmière coordinatrice de parcours complexes de soins.

Depuis 2011, un master en sciences cliniques en soins infirmiers a vu le jour à la faculté de Saint-Quentin-en-Yvelines en collaboration avec Sainte-Anne formation et comporte trois spécialités en master 2 : 
- spécialité 1 : soins palliatifs et douleur ;
- spécialité 2 : psychiatrie, spécialité 3 : maladies chroniques et dépendance.

### Organisation de la scolarité
La formation se fait en alternance se déroulant 50 % en institut de formation (apport théorique) et 50 % en stages pratiques en milieu intra ou extra-hospitalier. Les temps de stage ne sont pas rémunérés au titre de l'alternance, les étudiants sont indemnisés, et ce depuis septembre 2001. Ces indemnités (pour quatre semaines de stage) sont de 112 € en 1re année, 152 € en 2e année et 200 € en 3e année.
Jusqu'en 2018, un étudiant en soins infirmiers (ESI) est une personne ayant satisfait au concours d'entrée en IFSI. Pour la rentrée 2019, le concours d'entrée a été supprimé, et l'admission se fera via la plateforme ParcourSup. Il suit des cours dans un Institut de formation en soins infirmiers, ainsi qu'un cursus de stages pratiques afin d'obtenir le diplôme d'État d'infirmier. Les étudiants sont affiliés au ministère de la santé et non à celui de l'enseignement supérieur.
Cependant, d'après l'article 15 du décret no 87-155 du 5 mars 1987, « missions et organisation des œuvres universitaires » qui fonde les Crous, les étudiants en soins infirmiers, qui disposent d'une carte d'étudiant, bénéficient en partie des prestations et services fournis par les Crous.
Les bourses d'études et les financements des étudiants en formation initiale sont assurés par le conseil régional. Depuis 2009 et la manifestation du 12 mai 2011 des ESI, ces derniers ont reçu l'assurance d'être intégrés par les CROUS et pourront voir leurs droits d'étudiants au même niveau que les autres étudiants de l'enseignement supérieur. La FNESI, Fédération nationale des étudiants en sciences infirmières est l'unique organisation qui regroupe les 94 000 ESI de France. La FNESI a vu le jour en octobre 2000.
En France, l'accès à la profession d'infirmier est règlementé par l'arrêté du 31 juillet 2009 relatif aux conditions d'admission dans les instituts de formation en soins infirmiers (université) préparant au diplôme d'État d'infirmier, reconnu par ailleurs en Europe (premiers diplômés en 2012). Le concours est désormais supprimé depuis 2019.

## Ancien concours d'accès aux IFSI
Le candidat doit être âgé de 17 ans au minimum au 31 décembre de l'année des épreuves de sélection sans limite d'âge. Il faut être à jour des vaccinations médicales au plus tard au début du premier stage. De plus, une visite médicale auprès d'un médecin agréé des affaires sanitaires et sociales délivrera un certificat justifiant l'aptitude au futur étudiant à suivre la formation. Les inscriptions se font auprès des Instituts de Formations en Soins Infirmiers (IFSI) et débutent généralement la première semaine de janvier. Il est possible de s'inscrire dans plusieurs écoles, de manière illimitée mais très souvent, dans une même région, les concours tombent le même jour. Elle varie vraiment selon la région de l'examen. En 2009, 2 600 candidats se sont présentés au concours de Toulouse alors qu'il n'y avait que 180 places disponibles. Cependant, en Bretagne, dans les Hauts-de-France et le Centre-Val de Loire ou en Île-de-France, le taux de réussite est plus élevé. De nombreux étudiants français qui échouent au concours partent en Belgique faire cette formation (aucun concours n'est demandé). Depuis la rentrée 2016, la formation infirmière se déroule sur quatre ans. Lorsqu'ils sont trop nombreux, les étudiants étrangers sont tirés au sort. Ce texte est un extrait du site officiel Infirmier.com, reprenant de nombreuses informations issus du décret publié par le gouvernement de la République française (2009)

### Conditions de passation
Concours classique
- être Bachelier ou élève inscrit en classe de Terminale - l'admission n'est valable lorsque le candidat est titulaire du Baccalauréat !
- ou bien être en possession de l'un des titres figurant dans l'arrêté du 25 août 1969, d'un titre admis en dispense du baccalauréat français en application du décret n° 81-1221 du 31 décembre 1981
- ou bien avoir passé l'examen spécial d'entrée en université (ESEU) organisé jusqu'en 1995
- ou bien avoir passé l'examen de niveau organisé jusqu'en 1990 en vue de l'admission dans les écoles paramédicales
- ou bien être titulaire du diplôme d'accès aux études universitaires (DAEU) organisé depuis 1995
- ou bien, pour le candidat étranger, être en possession d'une attestation du consulat ou de l'ambassade, certifiant que le titre qu'il possède lui permet d'entrer à l'Université dans son pays (décret n° 81-1221 du 31 décembre 1981, relatif à l'accueil des étudiants étrangers dans les universités et les établissements publics à caractère scientifique et culturel indépendants des universités, art. 16 & 18)

Non bachelier
- justifier de 3 ans d'expérience dans le secteur paramédical ou 5 ans dans les autres secteurs et passer une épreuve de présélection. Le dossier est à retirer dans votre ARS de rattachement (Agence régionale de santé). La présélection comporte deux épreuves : une épreuve sur dossier et une épreuve de résumé de texte. Chaque épreuve est notée sur 20 points (la note éliminatoire est de 07/20 à l'une ou l'autre des épreuves). Pour obtenir la présélection, il faut obtenir une moyenne supérieure ou égale à 10/20 aux deux épreuves.

Dispenses de scolarité
- si vous êtes aide-soignant (DEAS) ou auxiliaire de puériculture (DEAP) et que vous justifiez de 3 ans d'exercice professionnel équivalent à un temps-plein à la date de clôture des inscriptions, vous bénéficiez d’une dispense de scolarité*, sous réserve d’avoir réussi un examen d’admission spécifique. Cet examen d'admission ne comporte qu'une seule épreuve : analyse écrite de trois situations professionnelles. Chaque situation fait l’objet d’une question. La durée est de deux heures et l'épreuve est notée sur 30 points. Il faut obtenir au moins 15/30 pour être admis. L’évaluation porte sur : les capacités d’écriture, d’analyse, de synthèse et les connaissances numériques. La dispense de scolarité concerne la compétence 3 avec les unités d’enseignement UE 2.10.S1 « Infectiologie hygiène », UE 4.1.S1 « Soins de confort et de bien être » et UE 5.1.S1 « Accompagnement dans la réalisation des soins quotidiens » acquises et la dispense du stage de 5 semaines organisé au premier semestre ;
- autre dispense : est également prévu une dispense de scolarité pour les sages-femmes, les médecins, les étudiants en médecine, les titulaires d’un diplôme d'État de masseur-kinésithérapeute, d'ergothérapeute, de pédicure-podologue, de manipulateur d'électroradiologie médicale ou du diplôme d'assistant hospitalier des hospices civils de Lyon selon des modalités fixées dans les articles 33 à 36 ;
- diplôme infirmier hors Union européenne : Les candidats diplômés infirmiers hors UE peuvent obtenir leur diplôme d'État infirmier en France en suivant tout ou partie de la formation en IFSI. Un concours spécifique leur est proposé. La photocopie de leur diplôme d'infirmier (l'original sera fourni lors de l'admission en formation), un relevé du programme des études suivies précisant le nombre d'heures de cours par matière et par année de formation, la durée et le contenu des stages cliniques effectués au cours de la formation ainsi que le dossier d'évaluation continue, le tout délivré et attesté par une autorité compétente du pays qui a délivré le diplôme, la traduction en français par un traducteur agréé auprès des tribunaux français de l'ensemble des documents prévus au 1° et 2°, un curriculum vitæ ainsi que d'une lettre de motivation sont obligatoires. Les épreuves de sélection sont au nombre de trois : une épreuve d’admissibilité (épreuve écrite et anonyme comportant l'étude d'un cas clinique en rapport avec l'exercice professionnel infirmier suivi de cinq questions permettant en particulier d'apprécier la maîtrise de la langue française, les connaissances dans le domaine sanitaire et social, les capacités d’analyse et de synthèse et les connaissances numériques notée sur 20 points) et deux épreuves d’admission (une épreuve orale, d’une durée de trente minutes maximum, consiste en un entretien en langue française avec deux personnes membres du jury et une épreuve de mise en situation pratique d’une durée d’une heure, dont quinze minutes de préparation, porte sur la réalisation de deux soins en rapport avec l’exercice professionnel infirmier). Pour être admis dans un institut de formation en soins infirmiers, les candidats doivent obtenir un total de points au moins égal à 30 sur 60 aux trois épreuves de sélection. Le directeur de l'IFSI est alors habilité à dispenser les candidats admis de certaines unités d'enseignement et stages. Les épreuves de sélection sont au nombre de trois :  Deux épreuves d'admissibilité et une épreuve d'admission.

### Épreuves d'admissibilité
Les épreuves d'admissibilité sont écrites et anonymes. Une note inférieure à 8 sur 20 à l'une de ces épreuves est éliminatoire. Pour être admissible, le candidat doit obtenir un total de points au moins égal à 20 sur 40 aux deux épreuves. Elles comprennent :
- une épreuve de culture générale portant sur l’étude d’un seul texte relatif à l’actualité sanitaire et sociale de 3 000 à 6 000 signes, soit l'équivalent d'une page A4. Trois questions sont posées sur ce texte. L'évaluation porte sur les capacités de compréhension, d’analyse, de synthèse, d’argumentation et d’écriture des candidats. Celle-ci, d'une durée de deux heures, est notée sur vingt points.
- une épreuve de test d'aptitudes portant sur les capacités de raisonnement logique et analogique, d'abstraction, de concentration, de résolution de problème et les aptitudes numériques. Celle-ci, d'une durée de deux heures, est notée sur 20 points. Une note inférieure à 8 sur 20 à l'une de ces épreuves est éliminatoire.

### Épreuve d'admission
Les candidats déclarés admissibles par le jury sont autorisés à se présenter à l'épreuve d'admission.
Elle consiste en un  entretien  avec trois personnes, membres du jury. Sa composition est la suivante :
- un infirmier exerçant en secteur de soins ;
- un infirmier instructeur exerçant en IFSI ;
- une personne extérieure diplômée en psychologie et/ou en pédagogie.

Cet entretien relatif à un thème sanitaire et social consiste en un exposé suivi d'une discussion. Il est destiné à apprécier, l'aptitude du candidat à suivre la formation, ses motivations ainsi que son projet professionnel. D'une durée de trente minutes au maximum, elle est notée sur 20 points. Le candidat bénéficie de dix minutes de préparation. Pour pouvoir être admis dans un IFSI, les candidats doivent obtenir une note au moins égale à 10 sur 20 à l'entretien. À l'issue de l'épreuve orale d'admission, et au vu des notes obtenues aux trois épreuves de sélection, le président du jury établit trois listes de classement. Les listes comprennent une liste principale et une liste complémentaire. Cette dernière doit permettre de combler les vacances résultant des désistements éventuels. En cas d'égalité de points entre deux ou plusieurs candidats, le rang de classement est déterminé par la note obtenue à l'épreuve de culture générale puis à celle obtenue à l'entretien.
Lorsque cette procédure n'a pas permis de départager les candidats, le candidat le plus âgé sera classé avant les autres. En cas de regroupements d'instituts de formation en soins infirmiers (comme c'est le cas pour les IFSI de l'AP-HP par exemple), l'affectation des candidats dans l'un de ceux-ci est effectuée en fonction, d'une part, de leur rang de classement et, d'autre part, des choix qu'ils ont exprimés lors de leur inscription. La première liste est réservée aux candidats répondant à l'une des conditions fixées par les six premiers alinéas de l'article 3 de l'arrêté du 23 mars 1992. La deuxième liste est réservée aux candidats titulaires du diplôme professionnel d'aide-soignant, du diplôme d'auxiliaire de puériculture ou du certificat d'aptitude au fonctions d'aide médico-psychologique. Cette liste comporte un nombre de candidats au plus égal à 20 % du nombre de places offertes au concours. Lorsque des places attribuées à cette liste restent vacantes, elles peuvent être pourvues par les candidats remplissant les conditions pour être inscrits sur la première liste, dans la limite de 15 % du nombre de places offertes au concours. La troisième liste est réservée aux candidats titulaires d'un diplôme d'infirmier non validé en France pour l'exercice de cette profession, demandant à bénéficier d'une dispense de scolarité.